# Pseudonannolene silvestris
Pseudonannolene silvestris är en mångfotingart som beskrevs av Christoph D. Schubart 1944. Pseudonannolene silvestris ingår i släktet Pseudonannolene och familjen Pseudonannolenidae. Inga underarter finns listade i Catalogue of Life.